# Historique du parcours arabe du Raja Club Athletic
Pour un article plus général, voir Raja Club Athletic.
Cet article présente l'historique complet des différentes campagnes arabes et nord-africaines réalisées par le club marocain de football du Raja Club Athletic depuis 1987, année de sa première participation à une compétition régionale majeure. Club le plus supporté du pays, le Raja est le club marocain le club le plus titré au niveau international, et il est parmi les clubs les plus prestigieux et les plus titrés en Afrique et du Monde arabe.
Le Raja CA démarre son aventure arabe le mercredi 24 juin 1987 au titre du premier tour de la Coupe des clubs champions arabes 1987, avec une défaite 4-1 face à la formation tunisienne de l'Etoile sportive du Sahel, le premier buteur du club dans cette compétition est quant à lui l'attaquant marocain Abderrahim Hamraoui. Les Verts enchainent ensuite avec un nul contre la JE Tizi Ouzou et quittent la compétition.
Le Raja dispute en 2009 la 2e édition de la Coupe nord-africaine des clubs champions, en jouant son premier match au titre de la demi-finale contre les algériens de l'ES Sétif au Stade Mohamed V, le match se termine sur un score nul 1-1, et le buteur du Raja fut le meneur de jeu sénégalais Pape Ciré Dia.
Cet article retrace uniquement le parcours du Raja CA dans les compétitions arabes et nord-africaines, il est donc à distinguer du parcours africain et du parcours international du club.

## Palmarès international
| Compétitions arabes et africaines | Compétitions internationales                                                                                               |
| --- | --- |
| - Championnat arabe des clubs (2) - Vainqueur: 2006 et 2021. - Finaliste: 1996. - Coupe nord-africaine des clubs champions (1) - Vainqueur: 2015. - Ligue des champions de la CAF (3) - Vainqueur: 1989, 1997 et 1999. - Finaliste: 2002. - Coupe de la confédération (2) - Vainqueur: 2018 et 2021. - Supercoupe de la CAF (2) - Vainqueur: 2000 et 2019. - Finaliste: 1998 et 2021. - Coupe de la CAF (1) - Vainqueur: 2003. | - Coupe du monde des clubs - Participation: 2000 et 2013. - Finaliste: 2013. - Coupe Afro-asiatique (1) - Vainqueur: 1998. |

## Meilleurs Buteurs
| Rang | Nom                  | Buts C.A | Période                       |
| ---- | -------------------- | -------- | ----------------------------- |
| 1    | Soufiane Alloudi     | 9        | 2003-2007                     |
| 2    | Mohsine Moutouali    | 8        | 2007-2014 2019-2022           |
| -    | Salaheddine Bassir   | 8        | 1990-1996                     |
| 4    | Hicham Aboucherouane | 6        | 2001-2007 2010-2011           |
| 5    | Hassan Taïr          | 5        | 2006-2012                     |
| -    | Mustapha Khalif      | 5        | 1988-1999                     |
| 7    | Mouhcine Iajour      | 4        | 2004-2007 2012-2014 2017-2019 |
| -    | Mustapha Bidoudane   | 4        | 2002-2006                     |
| 9    | Ben Malango          | 3        | 2019-2021                     |
| 10   | Abdelilah Hafidi     | 2        | 2011-2022 2023-               |
| -    | Fabrice Ngoma        | 2        | 2019-2022                     |
| -    | Mustapha Moustawdae  | 2        | 1988-2000                     |

| Rang | Nom              | Buts Nord. afr. | Période   |
| ---- | ---------------- | --------------- | --------- |
| 1    | Mohamed Bouldini | 2               | 2015-2017 |
| 2    | Pape Ciré Dia    | 1               | 2007-2010 |
| -    | Hamza Iajour     | 1               | 2014-2016 |

## Statistiques
| Compétitions arabes                      | Saisons | Titres | J  | G  | N  | P  | Bp  | Bc | Diff |
| Championnat arabe des clubs              | 10      | 2      | 59 | 25 | 22 | 12 | 107 | 59 | +48  |
| Supercoupe arabe                         | 1       | 0      | 3  | 0  | 1  | 2  | 1   | 4  | -3   |
| Total                                    | 11      | 2      | 62 | 25 | 23 | 14 | 108 | 63 | +45  |
| Compétitions nord-africaines             | Saisons | Titres | J  | G  | N  | P  | Bp  | Bc | Diff |
| Coupe nord-africaine des clubs champions | 2       | 1      | 5  | 2  | 2  | 1  | 4   | 3  | +1   |
| Total                                    | 2       | 1      | 5  | 2  | 2  | 1  | 4   | 3  | +1   |
| Total général                            | 13      | 3      | 67 | 27 | 25 | 15 | 112 | 66 | +46  |

## Coupe nord-africaine des clubs champions

### 2009
- Coupe nord-africaine des clubs champions 2009-2010: Demi-finales

| Date       | Tour                | Adversaire | Lieu                        | Score | Buteurs           |
| ---------- | ------------------- | ---------- | --------------------------- | ----- | ----------------- |
| 27/10/2009 | 1/2 Finale - Aller  | ES Sétif   | Stade Mohamed V, Casablanca | 1-1   | Pape Ciré Dia 81e |
| 24/11/2009 | 1/2 Finale - Retour | ES Sétif   | Stade du 8-Mai-1945, Sétif  | 2-0   |                   |

### 2015
- Coupe nord-africaine des clubs champions 2015: Vainqueur

| Date       | Tour      | Adversaire        | Lieu                        | Score | Buteurs                                | Passeurs                |
| ---------- | --------- | ----------------- | --------------------------- | ----- | -------------------------------------- | ----------------------- |
| 14/08/2015 | Journée 1 | Ismaily SC        | Stade Mohamed V, Casablanca | 1-0   | Mohamed Bouldini 40e                   | Abdelkabir El Ouadi 40e |
| 16/08/2015 | Journée 2 | Club Africain     | Stade Mohamed V, Casablanca | 2-0   | Mohamed Bouldini 31e, Hamza Iajour 89e | Youssef Kaddioui 31e    |
| 19/08/2015 | Journée 3 | Al Hilal Benghazi | Stade Mohamed V, Casablanca | 0-0   | -                                      | -                       |

## Supercoupe arabe

### 1997
- Supercoupe arabe 1997 (en): Phase de poules

| Rang | Équipe                 | Pts | J | G | N | P | + | - | Diff |
| ---- | ---------------------- | --- | - | - | - | - | - | - | ---- |
| 1    | Al Ahly SC             | 6   | 3 | 2 | 0 | 1 | 8 | 3 | +5   |
| 2    | Olympique de Khouribga | 5   | 3 | 1 | 2 | 0 | 4 | 3 | +1   |
| 3    | Al Faisaly Club        | 4   | 3 | 1 | 1 | 1 | 2 | 5 | -3   |
| 4    | Raja CA                | 1   | 3 | 0 | 1 | 2 | 1 | 4 | -3   |

Détails des matchs:
| Date       | Tour      | Adversaire             | Lieu                        | Score | Buteurs              | Passeurs               |
| ---------- | --------- | ---------------------- | --------------------------- | ----- | -------------------- | ---------------------- |
| 27/02/1997 | Journée 1 | Olympique de Khouribga | Stade Mohamed V, Casablanca | 0-0   | -                    | -                      |
| 01/03/1997 | Journée 2 | Al Faisaly Club        | Stade Mohamed V, Casablanca | 2-1   | Abdelkrim Jinani 75e | Abdellatif Jrindou 75e |
| 03/03/1997 | Journée 3 | Al Ahly SC             | Stade Mohamed V, Casablanca | 2-0   | -                    | -                      |

## Championnat arabe des clubs champions

### 1987
- Coupe des clubs champions arabes 1987: Premier tour

| Date       | Tour         | Adversaire    | Lieu                        | Score | Buteurs                 |
| ---------- | ------------ | ------------- | --------------------------- | ----- | ----------------------- |
| 24/06/1987 | Premier tour | ES Sahel      | Stade Mohamed V, Casablanca | 1-4   | Abderrahim Hamraoui 41e |
| 28/06/1987 | Premier tour | JE Tizi Ouzou | Stade Mohamed V, Casablanca | 0-0   | -                       |

### 1996
- Coupe des clubs champions arabes 1996: Finaliste

| Rang | Équipe            | Pts | J | G | N | P | Bp | Bc | Diff |  | Résultats (▼ dom., ► ext.) |  |     |     |     |
| ---- | ----------------- | --- | - | - | - | - | -- | -- | ---- |  | -------------------------- |  | --- | --- | --- |
| 1    | Raja CA           | 7   | 3 | 2 | 1 | 0 | 10 | 1  | +9   |  | Raja CA                    |  | 1-1 | 5-0 | 4-0 |
| 2    | Al-Hilal FCT      | 4   | 3 | 1 | 1 | 1 | 4  | 2  | +2   |  | Al-Hilal FCT               |  |     | 0-1 | 3-0 |
| 3    | Al Hilal Omdurman | 3   | 3 | 1 | 0 | 2 | 3  | 8  | -5   |  | Al Hilal Omdurman          |  |     |     | 2-3 |
| 4    | Al-Weehdat Club   | 3   | 3 | 1 | 0 | 2 | 3  | 9  | -6   |  | Al-Weehdat Club            |  |     |     |     |

Détails des matchs:
| Date       | Tour      | Adversaire        | Lieu                                   | Score | Buteurs                                                |
| ---------- | --------- | ----------------- | -------------------------------------- | ----- | ------------------------------------------------------ |
| 04/09/1996 | Journée 1 | Al-Hilal FC       | Stade international du Caire, Le Caire | 1-1   | Mustapha Khalif (pén.)                                 |
| 07/09/1996 | Journée 2 | Al-Weehdat Club   | Stade international du Caire, Le Caire | 4-0   | Mustapha Khalif 46e 51e, Salaheddine Bassir 65e 90e    |
| 10/09/1996 | Journée 3 | Al Hilal Omdurman | Stade international du Caire, Le Caire | 5-0   | Bassir 64e 88e, Moustawdae 55e, Sellami 67e, Nazir 87e |

Demi-finales :
| Demi-finale                 | Raja Club Athletic                                              | 7 - 0   | Shabab Rafah | Stade international du Caire, Le Caire |  |
| 13 septembre 1996 17:00 UCT | Jrindou 16e · Bassir 38e 49e 63e 81e · Mesraoui 47e · Fahmi 82e | (4 - 0) |              |                                        |  |
| 13 septembre 1996 17:00 UCT | Rapport                                                         |         |              |                                        |  |

 Finale:
| Finale                      | Al Ahly SC                           | 3 - 1   | Raja Club Athletic | Stade international du Caire, Le Caire |                      |
| 16 septembre 1996 19:00 UCT | Tolba 2e · Khashaba 49e · El Din 89e | (1 - 1) | 27e Bassir         | Spectateurs : 40 000                   | Spectateurs : 40 000 |
| 16 septembre 1996 19:00 UCT | Rapport                              |         |                    | Spectateurs : 40 000                   | Spectateurs : 40 000 |

### 2003
- Tournoi du prince Faysal bin Fahad 2003: Demi-finales

| Rang | Équipe          | Pts | J | G | N | P | +  | - | Diff |
| ---- | --------------- | --- | - | - | - | - | -- | - | ---- |
| 1    | Al Ettifaq      | 10  | 4 | 3 | 1 | 0 | 10 | 6 | +6   |
| 2    | Raja CA         | 7   | 4 | 2 | 1 | 1 | 6  | 6 | 0    |
| 3    | Enppi Club      | 4   | 4 | 1 | 1 | 2 | 4  | 5 | -1   |
| 4    | Riffa Club      | 4   | 4 | 1 | 1 | 2 | 4  | 6 | -2   |
| 5    | Al Faisaly Club | 2   | 4 | 0 | 2 | 2 | 5  | 8 | -3   |

Détails des matchs :
| Date       | Tour      | Adversaire      | Lieu                                    | Score | Buteurs                                                |
| ---------- | --------- | --------------- | --------------------------------------- | ----- | ------------------------------------------------------ |
| 09/07/2003 | Journée 1 | Enppi Club      | Stade de l'Académie militaire, Le Caire | 1-1   | Yssouf Koné 77e                                        |
| 11/07/2003 | Journée 2 | Al Faisaly Club | Stade de l'Académie militaire, Le Caire | 1-0   | Nouredine Harouache 42e                                |
| 14/07/2003 | Journée 3 | Al Ettifaq      | Stade de l'Académie militaire, Le Caire | 2-0   | -                                                      |
| 16/07/2003 | Journée 4 | Riffa Club      | Stade de l'Académie militaire, Le Caire | 4-3   | Mustapha Bidodane 9e, Hicham Aboucherouane 45e 69e 83e |

Demi-finales :
| Date       | Tour        | Adversaire | Lieu                                | Score | Buteurs |
| ---------- | ----------- | ---------- | ----------------------------------- | ----- | ------- |
| 18/07/2003 | Demi-finale | Koweït SC  | Stade international du Caire, Caire | 3-0   | -       |

### 2005
- Ligue des champions arabes 2005-2006: Vainqueur

| Date       | Tour                    | Adversaire        | Lieu                            | Score | Buteurs                                                          |
| ---------- | ----------------------- | ----------------- | ------------------------------- | ----- | ---------------------------------------------------------------- |
| 16/09/2005 | 1/32 de finale - Aller  | Al Wahda Club     | Stade des Abbassides, Damas     | 1-1   | Fofanh Abdulkareem 45e                                           |
| 29/09/2005 | 1/32 de finale - Retour | Al Wahda Club     | Stade Mohamed V, Casablanca     | 1-0   | Soufiane Alloudi 51e                                             |
| 09/11/2005 | 1/16 de finale - Aller  | Zamalek SC        | Stade Moulay-Abdallah, Rabat    | 0-2   | -                                                                |
| 23/11/2005 | 1/16 de finale - Retour | Zamalek SC        | Stade Ahmed Osman, Le Caire     | 0-3   | Modibo Maiga 8e, Soufiane Alloudi 21e, Ibrahim Said 92e (csc)    |
| 21/12/2005 | 1/8 de finale - Aller   | Qadsia SC         | Stade Mohammad Al Hamad, Koweït | 1-0   | -                                                                |
| 04/01/2006 | 1/8 de finale - Retour  | Qadsia SC         | Stade Mohamed V, Casablanca     | 3-0   | Abderrahim Chkilit 17e, Modibo Maiga 35e, Fofanh Abdulkareem 60e |
| 13/03/2006 | Demi-Finale - Aller     | Al Hilal Omdurman | Stade Mohamed V, Casablanca     | 5-0   | Mustapha Bidoudane 9e 13e 38e 62e, Hassan Daoudi 92e             |
| 06/04/2006 | Demi-Finale - Retour    | Al Hilal Omdurman | Stade Al Hilal, Omdourman       | 3-0   | Forfait                                                          |

Finale :
| Entraîneur :  |
| Oscar Fulloné |

| Entraîneur :  |
| Oscar Fulloné |

| Entraîneur :  |
| Oscar Fulloné |

| Entraîneur :  |
| Oscar Fulloné |

### 2006
- Ligue des champions arabes 2006-2007 : 1/16 de finale

| Date       | Tour                       | Adversaire      | Lieu                                        | Score | Buteurs                                                                                                 |
| ---------- | -------------------------- | --------------- | ------------------------------------------- | ----- | --- |
| 13/09/2006 | Tour préliminaire - Aller  | Shabab Tulkarm  | Stade Bachir, Mohammedia                    | 8-0   | Tajeddine 2e Chakhsi 22e 42e, Hassan Tair 25e, Aboucherouane 48e 74e, Misbah 64e, Soufiane Alloudi 86e. |
| 20/09/2006 | Tour préliminaire - Retour | Shabab Tulkarm  | Stade Bachir, Mohammedia                    | 6-0   | Hassan Tair 18e, Jalal Jbile, 45e Soufiane Alloudi 2e 8e 25e 47e.                                       |
| 19/11/2006 | 1/16 de finale - Aller     | Al Ahly Djeddah | Stade du Prince Abdullah Al-Faisal, Djeddah | 1-1   | Sami Tajeddine 52e                                                                                      |
| 26/11/2006 | 1/16 de finale - Retour    | Al Ahly Djeddah | Stade Mohamed V, Casablanca                 | 3-3   | Abdelatif Jrindou 44e, Abderrahim Chkilit 60e, Aboucherouane 64e.                                       |

### 2007
- Ligue des Champions arabes 2007-2008 : Quarts de finale

| Date       | Tour                       | Adversaire    | Lieu                                                                         | Score                                                                        | Buteurs                                                                      |
| ---------- | -------------------------- | ------------- | ---------------------------------------------------------------------------- | ---------------------------------------------------------------------------- | ---------------------------------------------------------------------------- |
| 28/09/2007 | Tour préliminaire - Aller  | Shabab Rafah  | Forfait - Le match est annulé en raison des agressions de l'entité sioniste. | Forfait - Le match est annulé en raison des agressions de l'entité sioniste. | Forfait - Le match est annulé en raison des agressions de l'entité sioniste. |
| 02/10/2007 | Tour préliminaire - Retour | Shabab Rafah  | Forfait - Le match est annulé en raison des agressions de l'entité sioniste. | Forfait - Le match est annulé en raison des agressions de l'entité sioniste. | Forfait - Le match est annulé en raison des agressions de l'entité sioniste. |
| 25/10/2007 | 1/16 de finale - Aller     | Al-Merrikh SC | Stade Al Merrikh, Omdourman                                                  | 2-2                                                                          | Hicham El Amrani 10e, Khalid Sbai 23e.                                       |
| 17/11/2007 | 1/16 de finale - Retour    | Al-Merrikh SC | Stade Moulay-Abdallah, Rabat                                                 | 3-1                                                                          | Abdellah Jlaidi 14e, Hicham El Amrani 80e (pen.), Abdessamad Ouhaki 90+1e.   |

Phase de poules : Groupe A
| Rang | Équipe        | Pts | J | G | N | P | Bp | Bc | Diff |  | Résultats (▼ dom., ► ext.) |     |     |     |     |
| ---- | ------------- | --- | - | - | - | - | -- | -- | ---- |  | -------------------------- | --- | --- | --- | --- |
| 1    | ES Sétif      | 11  | 6 | 3 | 2 | 1 | 10 | 4  | +6   |  | ES Sétif                   |     | 2-1 | 2-0 | 1-1 |
| 2    | Al-Faisaly    | 9   | 6 | 2 | 3 | 1 | 9  | 7  | +2   |  | Al-Faisaly                 | 1-1 |     | 1-1 | 3-1 |
| 3    | Raja CA       | 7   | 6 | 1 | 4 | 1 | 3  | 4  | -1   |  | Raja CA                    | 1-0 | 0-0 |     | 0-0 |
| 4    | Al Majd Damas | 3   | 6 | 0 | 3 | 3 | 5  | 12 | -7   |  | Al Majd Damas              | 0-4 | 2-3 | 1-1 |     |

Détails des matchs :
| Date       | J.        | Adversaire    | Lieu                               | Score | Buteurs           |
| ---------- | --------- | ------------- | ---------------------------------- | ----- | ----------------- |
| 28/11/2007 | Journée 1 | Al-Faisaly    | Stade Mohamed V, Casablanca        | 0-0   |                   |
| 13/12/2007 | Journée 2 | ES Sétif      | Stade 8 Mai, Sétif                 | 2-0   |                   |
| 25/12/2007 | Journée 3 | Al Majd Damas | Stade des Abbassides, Damas        | 1-1   | Mourad Ainy 90+3e |
| 20/02/2008 | Journée 4 | ES Sétif      | Stade Mohamed V, Casablanca        | 1-0   | André Senghor 60e |
| 05/03/2008 | Journée 5 | Al Majd Damas | Stade Mohamed V, Casablanca        | 0-0   |                   |
| 02/03/2008 | Journée 6 | Al-Faisaly    | Stade international d'Amman, Amman | 1-1   | Pape Ciré Dia 13e |

### 2008
- Ligue des champions arabes 2008-2009 : 1/16 de finale

| Date       | Tour                    | Adversaire     | Lieu                           | Score | Buteurs                                                                  |
| ---------- | ----------------------- | -------------- | ------------------------------ | ----- | ------------------------------------------------------------------------ |
| 29/10/2008 | 1/32 de finale - Aller  | Al Taliya Hama | Stade Mohamed V, Casablanca    | 4-0   | Hassan Tair 20e 63e, Mohsine Moutouali 45e (pen.), Omar Najdi 68e (pen.) |
| 24/11/2008 | 1/32 de finale - Retour | Al Taliya Hama | Stade Al Hamadaniah, Hama      | 2-2   | Abdellah Jlaidi 3e Hassan Tair 31e.                                      |
| 17/12/2008 | 1/16 de finale - Aller  | CS Sfax        | Stade Stade Taïeb-Mehiri, Sfax | 0-0   | -                                                                        |
| 28/12/2008 | 1/16 de finale - Retour | CS Sfax        | Stade Mohamed V, Casablanca    | 0-1   | -                                                                        |

### 2012
- Coupe de l'UAFA 2012-2013 : Demi-finales

| Date       | Tour                    | Adversaire  | Lieu                               | Score | Buteurs                                         | Passeurs               |
| ---------- | ----------------------- | ----------- | ---------------------------------- | ----- | ----------------------------------------------- | ---------------------- |
| 20/10/2012 | 1/8e de finale - Aller  | CA Bizertin | Stade Mohamed V, Casablanca        | 4-0   | Iajour 17e 38e, Hafidi 79e, Abourazzouk 89e     | Hafidi 17e, Chtibi 89e |
| 25/11/2012 | 1/8e de finale - Retour | CA Bizertin | Stade 15-Octobre, Bizerte          | 0-2   | -                                               |                        |
| 08/02/2013 | 1/4e de finale - Aller  | AFC Bagdad  | Stade François Hariri, Arbil       | 1-1   | Abdelfattah Boukhriss 83e                       | Chtibi 83e             |
| 27/02/2013 | 1/4e de finale - Retour | AFC Bagdad  | Stade Mohamed V, Casablanca        | 2-0   | Yassine Salhi 34e, Abdelmajid-Eddine Jilani 88e | Moutouali 34e          |
| 12/03/2013 | 1/2 de finale - Aller   | ASC Arabi   | Stade Sabah Al-Salem, Koweït       | 1-1   | Abdelilah Hafidi 82e                            | Iajour 82e             |
| 03/04/2013 | 1/2 de finale - Retour  | ASC Arabi   | Stade Ben-Ahmed-El-Abdi, El Jadida | 2-2   | Mohsine Moutouali 68e (pen.) 72e                | Kouko 72e              |

### 2018
- Championnat arabe des clubs 2018-2019 : Quarts de finale

| Date       | Tour                    | Adversaire    | Lieu                              | Score           | Buteurs                                | Passeurs             |
| ---------- | ----------------------- | ------------- | --------------------------------- | --------------- | -------------------------------------- | -------------------- |
| 10/08/2018 | 1/16 de finale - Aller  | Salam Zgharta | Stade du Salam Zgharta, Zgharta   | 2-1             | Mouhcine Iajour 64e, Omar Boutayeb 84e | Abdelilah Hafidi 84e |
| 29/09/2018 | 1/16 de finale - Retour | Salam Zgharta | Stade Mohamed V, Casablanca       | 1-1             | Zakaria Hadraf 51e                     | -                    |
| 29/10/2018 | 1/8 de finale - Aller   | Ismaily SC    | FNB Stadium, Johannesburg         | 0-0             | -                                      | -                    |
| 11/12/2018 | 1/8 de finale - Retour  | Ismaily SC    | Stade Mohamed V, Casablanca       | 0-0 (t.a.b 4-2) | -                                      | -                    |
| 26/01/2019 | 1/4 de finale - Aller   | ES Sahel      | Stade Moulay Abdellah, Rabat      | 2-0             | -                                      | -                    |
| 08/02/2019 | 1/4 de finale - Retour  | ES Sahel      | Stade olympique de Sousse, Sousse | 1-0             | Mouhcine Iajour 30e                    | -                    |

### 2019
- Championnat arabe des clubs 2019-2020 : Vainqueur

| Date       | Tour                    | Adversaire    | Lieu                                | Score            | Buteurs                                                     | Passeurs                     |
| ---------- | ----------------------- | ------------- | ----------------------------------- | ---------------- | ----------------------------------------------------------- | ---------------------------- |
| 23/09/2019 | 1/16 de finale - Aller  | Hilal Al-Quds | Stade Mohammed V, Casablanca        | 1-0              | Mohsine Moutouali 12e (pen.)                                | -                            |
| 03/10/2019 | 1/16 de finale - Retour | Hilal Al-Quds | Stade Faisal Al-Husseini, Jérusalem | 2-0              | Fabrice Ngoma 48e, Ayoub Nanah 82e                          | Ben Malango 48e 82e          |
| 02/11/2019 | 1/8 de finale - Aller   | Wydad AC      | Stade Mohammed V, Casablanca        | 1-1              | Fabrice Ngoma 48e                                           | Ayoub Nanah 48e              |
| 23/11/2019 | 1/8 de finale - Retour  | Wydad AC      | Stade Mohammed V, Casablanca        | 4-4              | Moutouali 49e (pen.) 89e (pen.), Ahaddad 74e, Malango 90+4e | Jabroun 74e, Moutouali 90+4e |
| 04/01/2020 | 1/4 de finale - Aller   | MC Alger      | Stade Mustapha-Tchaker, Blida       | 2-1              | Mohsine Moutouali 59e (pen.), Ben Malango 83e               | Moutouali 83e                |
| 01/02/2020 | 1/4 de finale - Retour  | MC Alger      | Stade Mohammed V, Casablanca        | 0-1              | -                                                           | -                            |
| 16/02/2020 | 1/2 de finale - Aller   | Ismaily SC    | Stade d'Ismaïlia, Ismaïlia          | 1-0              | -                                                           | -                            |
| 11/01/2021 | 1/2 de finale - Retour  | Ismaily SC    | Grand stade de Marrakech, Marrakech | 3-0              | Moutouali 61e (pen.), Malango 66e, Benhalib 86e             | Madkour 66e, Rahimi 86e      |
| 21/08/2021 | Finale                  | Ittihad FC    | Stade Moulay-Abdallah, Rabat        | 4-4 ( 4-3 t.a.b) | Haddad 5e, Benhalib 13e, El Wardi 37e, Rahimi 60e           | Abdelilah Hafidi 5e 37e      |

Finale:
| Finale                          | Raja CA                                                                  | 4 - 4             | Ittihad FC                                                                                        | Stade Moulay-Abdallah, Rabat                                                                             | |
| Samedi 21 août 2021 21:00 UTC+1 | (Hafidi ) Haddad 5e · Benhalib 13e · (Hafidi ) El Wardi 37e · Rahimi 50e | (3 - 2)           | 4e Henrique (Coronado ) · 28e (pen.) Romarinho · 53e Romarinho (Abdulhamid · 64e (pen.) Romarinho | Spectateurs : 400 Diffuseur : Abu Dhabi Sports Arbitrage : Mahmoud El Banna Arbitre vidéo : Gehad Grisha | Spectateurs : 400 Diffuseur : Abu Dhabi Sports Arbitrage : Mahmoud El Banna Arbitre vidéo : Gehad Grisha |
| Samedi 21 août 2021 21:00 UTC+1 | Hafidi 18e · Zniti 27e · Rahimi 51e · El Wardi 55e · Haddad 85e          | Rapport           | 41e Abdulhamid · 49e Hawsawi · 66e El Ahmadi ·                                                    | Spectateurs : 400 Diffuseur : Abu Dhabi Sports Arbitrage : Mahmoud El Banna Arbitre vidéo : Gehad Grisha | Spectateurs : 400 Diffuseur : Abu Dhabi Sports Arbitrage : Mahmoud El Banna Arbitre vidéo : Gehad Grisha |
| Samedi 21 août 2021 21:00 UTC+1 | Rahimi · Zrida · Madkour · Hafidi · Arjoune                              | Tirs au but 4 - 3 | Henrique · Romarinho · Coronado · Al-Muwallad · Al-Malki                                          | Spectateurs : 400 Diffuseur : Abu Dhabi Sports Arbitrage : Mahmoud El Banna Arbitre vidéo : Gehad Grisha | Spectateurs : 400 Diffuseur : Abu Dhabi Sports Arbitrage : Mahmoud El Banna Arbitre vidéo : Gehad Grisha |

### 2023
- Coupe arabe des clubs champions 2023 :

| Date       | Tour      | Adversaire    | Lieu                                    | Score | Buteurs                                          | Passeurs                             |
| ---------- | --------- | ------------- | --------------------------------------- | ----- | ------------------------------------------------ | ------------------------------------ |
| 28/07/2023 | Journée 1 | CR Belouizdad | Sultan bin Abdulaziz Stadium (en), Abha | 2-1   | Yousri Bouzok 58e (pen.), Bouchaib Arrassi 90+4e | -                                    |
| 31/07/2023 | Journée 2 | Koweït SC     | Sultan bin Abdulaziz Stadium (en), Abha | 2-0   | Houssine Rahimi 52e, Mohamed Zrida 63e           | Nawfel Zerhouni 52e, Boulacsoute 63e |
| 03/08/2023 | Journée 3 | Al-Wahda FC   | Sultan bin Abdulaziz Stadium (en), Abha | 1-0   | Zakaria El Wardi 26e                             | Zakaria Labib 26e                    |

| Rang | Équipe        | Pts | J | G | N | P | Bp | Bc | Diff |
| ---- | ------------- | --- | - | - | - | - | -- | -- | ---- |
| 1    | Raja CA       | 9   | 3 | 3 | 0 | 0 | 5  | 1  | +4   |
| 2    | Al-Wahda FC   | 6   | 3 | 2 | 0 | 1 | 4  | 3  | +1   |
| 3    | CR Belouizdad | 1   | 3 | 0 | 1 | 2 | 3  | 5  | -2   |
| 4    | Koweït SC     | 1   | 3 | 0 | 1 | 2 | 2  | 5  | -3   |

Quarts de finales :
| Quart de finale                  | Raja CA        | 1 - 3   | Al Nassr                                 | Stade Sultan bin Abdulaziz, Abha                                      |                                                                       |
| Dimanche 6 août 2023 16:00 UTC+1 | Madu 41e (csc) | (1 - 3) | 19e Ronaldo · 29e Al-Ghanam · 38e Fofana | Spectateurs : 25 000 Diffuseur : SSC Sports Arbitrage : Mahmoud Benna | Spectateurs : 25 000 Diffuseur : SSC Sports Arbitrage : Mahmoud Benna |
| Dimanche 6 août 2023 16:00 UTC+1 | Rapport        |         |                                          | Spectateurs : 25 000 Diffuseur : SSC Sports Arbitrage : Mahmoud Benna | Spectateurs : 25 000 Diffuseur : SSC Sports Arbitrage : Mahmoud Benna |